# Mes amis Tigrou et Winnie
Le Livre de Winnie l'ourson
Mes amis Tigrou et Winnie (My Friends Tigger and Pooh) est une série télévisée d'animation en images de synthèse américano-japonaise en 63 épisodes de 22 minutes, basée sur les personnages de l'univers de Winnie l'ourson et diffusée entre le 12 mai 2007 et le 9 octobre 2010 sur Playhouse Disney.
En France, la série est diffusée initialement sur Playhouse Disney, puis sur TF1 dans Tfou, sur M6 dans Disney Kid Club et sur Disney Junior et puis rediffusé à partir du 14 juillet 2010 sur France 5 dans Ludo Zouzous. Au Québec, la série est diffusée le matin à la  Radio-Canada Télé depuis 2008.

## Synopsis
Cette série retrouve Winnie et tous ses amis ainsi que deux nouveaux personnages : Darby, une petite fille de six ans et son chien Buster. Winnie, Tigrou, Darby et Buster jouent le rôle des super détectives qui aident leurs amis de la Forêt des rêves bleus qui ont des problèmes.

## Fiche technique
- Titre original : My Friends Tigger and Pooh
- Titre français : Mes amis Tigrou et Winnie
- Réalisation : David Hartman et Don MacKinnon
- Scénario : Eileen Cabiling, Nicole Dubuc, Erika Grediaga, Brian Hohlfeld, Dean Stefan... d'après les personnages d'A. A. Milne
- Animation : Sergio Armendariz, Diego Garritano, Matt Farell
- Effets visuels : Marc Toscano
- Son : Jake Allston
- Montage : Jhoanne Reyes
- Musique : Andy Sturmer
- Production : Brian Hohlfeld, Jeff Kline
- Société de production : Walt Disney Television Animation, Polygon Pictures
- Société de distribution : Buena Vista Home Entertainment
- Pays d'origine :  États-Unis,  Japon
- Langue : anglais
- Format : couleur - 1,78:1 - son stéréo
- Genre : animation
- Nombre d'épisodes : 63 (3 saisons)
- Durée : 22 minutes
- Dates de première diffusion : 
  - États-Unis : 12 mai 2007
  - France : 13 mai 2007
  - Japon : 14 mai 2007
  - Québec : 8 septembre 2008

## Distribution

### Voix originales
- Jim Cummings : Winnie l'ourson, Tigrou, Grignotin
- Chloë Grace Moretz : Darby
- Travis Oates : Porcinet
- Ken Sansom : Coco Lapin
- Peter Cullen : Bourriquet
- Oliver Dillon : Lumpy
- Kath Soucie : Maman Gourou
- Max Burkholder : Petit Gourou
- Struan Erlenborn : Jean-Christophe
- Dee Bradley Baker : Buster
- Tara Strong : Porc-épine
- Mark Hamill : Tortue
- Sydney Saylor : les opposums

### Voix françaises
- Roger Carel : Winnie l'ourson, Coco Lapin
- Jean-Claude Donda : Winnie l'ourson (voix chanté)
- Patrick Préjean puis Gérard Rinaldi : Tigrou
- Lisa Caruso : Darby
- Hervé Rey : Porcinet
- Wahid Lamamra : Bourriquet
- Céline Monsarrat : Maman Gourou
- Bonnie Lener : Petit Gourou
- Lewis Weill : Lumpy
- Tanja Schneider : Buster
- Clara Quilichini : Holly, petites opposums jumelles
- Virginie Ledieu : Porc-épine
- Claude Chauvet : Porc-épine (voix chanté)
- Gwenvin Sommier : Jean-Christophe

 Source et légende : version française (VF) sur RS Doublage

## Épisodes

### Première saison (2007-2008)
1. Les Rutabagas de Coco Lapin / Sans l'ombre d'un doute
2. Comment dire je t'aime Petit Gourou / On a toujours besoin d'un plus petit que soi
3. Écho écho de Porcinet Porcinet / Un cerf-volant haut perché
4. Où est passé la queue de Bourriquet ? / Winnie illumine ma vie
5. Première nuit chez Petit Gourou / Bonne nuit Winnie
6. Une triste journée pour Bourriquet / Dormir ou bondir, il faut choisir
7. Pas de gargouillis dans le ventre de Winnie / Les bâtonnets de Winnie sont coinces
8. Un «ouaf» de soulagement / Lumpy voudrait un animal de compagnie
9. Tout le monde ne sait pas siffler / In-trou-vable
10. Tigrou se prend pour un jagular / Coco Lapin cohabite
11. Drôles de pirates / Tigrou attrape le hoquet
12. Darby joue au ballon / Tigrou est pressé
13. Darby notre grande amie / Un pique-nique éclair
14. Le Miel d'arc-en-ciel / Du violet et rien que du violet
15. Une situation épineuse / Mille et une pastèques pour Porcinet
16. Le Bain de Buster / Il était une fois la fête de la lune
17. Le Crapaud de Jean-Christophe / Un problème de taille
18. Voyage sur la lune de Bourriquet / Un grand problème
19. Qu'on est bien chez soi / Le Précieux Potiron de Coco Lapin
20. Mille mercis à Jean- Christophe / Une partie de dames
21. Le Double Problème de Winnie / Bourriquet somnambule
22. Darby perd sa première dent / Un problème de neige petit gourou ?
23. Symphonie pour Coco Lapin / Tigrou à la recherche des deux flocons
24. Alvin mon ami pour la vie / L'Étonnante Aventure
25. Les Fleurs de Petit Gourou / Toc toc toc sur la porte de Coco Lapin
26. Un rhume collectif / Buster a disparu

### Deuxième saison (2008-2009)
1. La Légende du grand magicien Nouiffe / Où est passée la rayure de Tigrou ?
2. Tigrou est remplacé / Les super détectives apprennent la patience
3. Après tout le monde est petit / Le Mystérieux Brouillard de Darby
4. Winnie et l'Arbre à cookies / Le Chant de Lumpy
5. Coco Lapin demande le silence / Un castor pressé
6. Plus d'abeilles pour faire du miel / Le Trésor des pirates
7. Plus de miel pour Winnie / Porcinet prend un bain de boue
8. Un précieux cadeau / Lumpy est absent
9. Les Objets trouvés / Une étrange transformation
10. Porcinet perd sa voix / Drôle de Coco Lapin
11. Tigrou au Mysterium / L'Odeur qui manque
12. L'Anniversaire de Bourriquet / Un surprenant tour de magie
13. Des fleurs pour Bourriquet / Le Lapin de Pâques
14. Sans les petites roues / Tortus sort de sa carapace
15. Un drôle de poney / Un épouvantail peu effrayant
16. Un pense-bête pour Pivert / Darby perd son doudou
17. Rien n'est du goût de Castor / Tigrou en fait trop
18. Darby plantesitter / Le Rossignol de Winnie
19. Les Vacances de Holly / Comment faire des crayons ?

### Troisième saison (2009-2010)
1. Une chanson pour la citrouille de Coco Lapin / Un Winnie bleu
2. Coco Lapin se transforme en citrouille / Un Tigrou à l'envers
3. La Mauvaise Journée de Winnie / Enquête sous le vent
4. Une mission pour un grand garçon / Tortus dessine les oiseaux
5. Le Commandant girafe / Le Monstre de la nuit
6. Tigrou n'a pas d'invitation / Un drôle d'Halloween
7. Tigrou nettoie sa maison / Buster mène l'enquête
8. Petit Gourou souhaite aider / Les Super Détectives en action
9. Winnie dans une bulle / Castor et Putois
10. Porc-épine retrouve ses sens / Que les meilleurs gagnent !
11. Porcinet et l'Étoile filante / Buster fait des bêtises
12. La Descente de Lumpy / Un potager complètement troué
13. Un petit coin rien que pour eux / Le Nuage noir de Bourriquet
14. Qui a osé prendre la flûte de Porc-épine ? / Une photo de tous nos amis
15. Où est passé le dinosaure ? / Des nouveaux dans la forêt des rêves bleus
16. Petit Gourou et Lumpy n'ont plus de citronnade / Dansons avec Darby
17. Tigrou fait du yoyo / Le T-shirt rouge de Winnie
18. Winnie a un problème de Miel / Un petit coin bien à soi

## Chansons
- Mes amis Tigrou et Winnie
- Thème des super détectives
- Pense, pense, pense

## Sorties vidéo
Plusieurs DVD concernant la série sont sorties :
- 21 novembre 2007 : Mes amis Tigrou et Winnie : Un Noël de super détectives
- 7 mai 2008 : Mes amis Tigrou et Winnie : Enquêtes et Découvertes (compilation d'épisodes)
- 19 novembre 2008 : Mes amis Tigrou et Winnie : La Forêt des rêves bleus (compilation d'épisodes)
- 1er avril 2009 : Tigrou et Winnie, la comédie musicale
- 8 juillet 2009 : Mes amis Tigrou et Winnie : Les Mystères de la Nature
- 18 novembre 2009 : Mes amis Tigrou et Winnie : Les Comptines de Winnie
- 5 mai 2010 : Mes amis Tigrou et Winnie : Jouons en plein air ! (comprenant Porc-épine retrouve ses sens / Que les meilleurs gagnent ! / Winnie dans une bulle / Castor et Putois / Mille mercis à Jean-Christophe / Une partie de dames au ralenti)

## Autour de la série
(avril 2011).
Si vous disposez d'ouvrages ou d'articles de référence ou si vous connaissez des sites web de qualité traitant du thème abordé ici, merci de compléter l'article en donnant les références utiles à sa vérifiabilité et en les liant à la section « Notes et références ».
- Dans cette série, Jean-Christophe n'intervient que dans deux épisodes.
- C'est la seule série de Playhouse Disney à la fin de laquelle apparaît le logo de Disney Channel au lieu de celui de Playhouse Disney.
- Le générique de Mes amis Tigrou et Winnie est un titre pop interprété par Kay Hanley (en) au début de chaque épisode. Les paroles et la musique sont signées par Andy Sturmer. La version française est adaptée par Thomas Boyer et interprétée par Julie Leroy.